# Carollia brevicauda
Carollia brevicauda е вид прилеп от семейство Американски листоноси прилепи (Phyllostomidae). Видът не е застрашен от изчезване.

## Разпространение и местообитание
Разпространен е в Боливия, Бразилия, Венецуела, Гвиана, Колумбия, Панама, Перу, Суринам, Тринидад и Тобаго и Френска Гвиана.
Обитава гористи местности, храсталаци и савани в райони с тропически климат.

## Описание
Теглото им е около 14,9 g.
Популацията на вида е стабилна.